# Roman Czaplewski
Roman Czaplewski (ur. 11 października 1947) – polski ekonomista, urzędnik państwowy i nauczyciel akademicki, profesor nauk ekonomicznych, w latach 1993–1995 podsekretarz stanu w Ministerstwie Łączności.

## Życiorys
Ukończył studia wyższe, uzyskał stopień doktora i habilitację. 20 maja 1998 został profesorem nauk ekonomicznych. W pracy naukowej specjalizował się w ekonomice transportu i łączności, polityce gospodarczej oraz marketingu w handlu i usługach. Wykładał na Wydziale Zarządzania i Ekonomiki Usług Uniwersytetu Szczecińskiego, a także w Wyższej Szkole Zarządzania w Szczecinie. Na Uniwersytecie Szczecińskim kierował Katedrą Polityki Gospodarczej; wypromował 10 doktorów. Opublikował kilkanaście książek poświęconych głównie rynkowi telekomunikacyjnemu i pocztowemu oraz polityce gospodarczej.
Od 1993 do 1995 pełnił funkcję podsekretarza stanu w Ministerstwie Łączności, odpowiedzialnego m.in. za pocztę. Później został członkiem rady nadzorczej Zarządu Morskich Portów Szczecin i Świnoujście SA oraz dyrektorem Obszaru Pionu Klientów Indywidualnych w Telekomunikacji Polskiej.
Odznaczony Srebrnym Krzyżem Zasługi (1996).